# Michał Szlaga
Michał Szlaga (ur. 2 września 1978 w Gdańsku) – polski artysta fotograf dokumentalista, fotoreporter. Członek rzeczywisty Okręgu Gdańskiego Związku Polskich Artystów Fotografików.

## Życiorys
Michał Szlaga jest absolwentem Akademii Sztuk Pięknych w Gdańsku (1999–2004 kierunek Fotografia oraz 2013–2014 kierunek Intermedia). Mieszka, pracuje i tworzy w Gdańsku. Od 2015 jest wykładowcą w gdańskiej Akademii Sztuk Pięknych. Miejsce szczególne w jego twórczości zajmuje fotografia dokumentalna, fotografia portretowa oraz fotografia reportażowa. Zawodowo związany z fotografią od 2002 – debiut projektu What Made Me? (seria inscenizowanych autoportretów). Jest uczestnikiem (prowadzącym) wielu pokazów, prelekcji, spotkań, warsztatów fotograficznych. Jako fotograf współpracuje (m.in.) z czasopismami: Malemen, Newsweek Polska, Twój Styl, Viva. 
Michał Szlaga jest autorem i współautorem wielu wystaw fotograficznych; indywidualnych, zbiorowych oraz pokonkursowych. Jego fotografie oraz fotoreportaże były wielokrotnie doceniane akceptacjami, nagrodami, wyróżnieniami, dyplomami, listami gratulacyjnymi w licznych konkursach (m.in.) fotografii prasowej – w Polsce i za granicą.  
Fotografie Michała Szlagi znajdują się w zbiorach Centre Georges Pompidou w Paryżu, Centrum Sztuki Współczesnej Zamek Ujazdowski w Warszawie, Galerii Apollonia w Strasburgu, Instytutu Fotografii Fort w Warszawie, Muzeum Narodowego w Gdańsku. W 2025 został przyjęty w poczet członków rzeczywistych Okręgu Gdańskiego Związku Polskich Artystów Fotografików.

## Wystawy indywidualne
- Stocznia – Dokument utraty – Stara Galeria ZPAF (Warszawa 2025)[15]
- Stocznia – Galeria Sztuki im. Jana Tarasina (Kalisz 2017)[16][17]
- Polska – Galeria IFF (Warszawa 2017)[8]
- ICH – galeria Fotografii pf (Poznań 2016)[18][19]
- Stocznia – Galeria w Lesie (Warszawa 2015)
- Brama – Gdańska Galeria Miejska (Gdańsk 2015)
- Odyseja – Państwowa Galeria Sztuki (Sopot 2015)
- Documents of Loss – Europäischen Monats der Fotografie, Polnisches Institut (Berlin 2014)
- Szlaga wrócił do szkoły/ kilka odsłon (Gdańska Galeria Miejska (Gdańsk 2014)
- Aleja Solidarności (Wieliszew 2014)
- Paskudne pocztówki – wspólnie z IS Wyspa (Gdańsk 2013)
- Stocznia Gdańska – Galeria Przyjaciele i Twórcy Inicjatyw Pro Artystycznych (Gdańsk 2011)
- Pikselowe prostytutki – I Opolski Festiwal Fotografii (Opole 2011)
- Stocznia Gdańska – de Arte, Las Palmas de Gran (Canaria 2011)
- Stocznia Gdańska – Festiwal Transphotographiques Nord, La Maison de la Photographie (Lille 2011)
- Alang/ Gdańsk Global Prosperity, Is Wyspa (Gdańsk 2010)
- Stocznia Gdańska – 7 Międzynarodowy Fotofestiwal (Łódź 2008)

Źródło

## Wystawy zbiorowe
- Blackout2 – IS Wyspa (Gdańsk 2015)
- Znajomi znad morza2 – Gdańska Galeria Miejska (Gdańsk 2015)
- Egzotyczne? – Miejsce Projektów Zachęty (Warszawa 2015)
- Przewrotność – Tücken, Altonaer Museum (Hamburg 2015)
- On/a – Galeria Re MOCAK (Kraków 2015)
- We rather look back to futures past – Lajevardi Collection (Teheran 2015)
- Z tęsknoty do przynależności – CSW Łaźnia2 (Gdańsk 2015)
- Polish dream – Galerie für Fotografie (Hannover 2014)
- 4 Mediatnions Biennale – Centrum Kultury Zamek (Poznań 2014)
- Wędrująca biblioteka – Galeria Güntera Grassa (Gdańsk 2014)
- Typopolo – Muzeum Sztuki Nowoczesnej (Warszawa 2014)
- Blackout – IS Wyspa (Gdańsk 2014)
- Kolekcja. Fragment – CSW Zamek Ujazdowski (Warszawa 2013)
- Buildings and remnants – Fábrica ASA (Guimarăes, Porugal 2012)
- Alrernativa – IS Wyspa (Gdańsk 2012)
- Postdokument. Świat nie przedstawiony – CSW Zamek Ujazdowski (Warszawa 2012)
- Street photography now tu i teraz – Fundacja. DOC (Warszawa 2011)
- E. Cite – Gdańsk – Galeria Apollonia (Strasburg 2011)
- Alrernativa – IS Wyspa (Gdańsk 2011)
- Na okrągło – BWA (Wrocław 2009)
- Gra o wolność (Gdańsk 2009)
- Efekt czerwonych oczu – CSW Zamek Ujazdowski (Warszawa 2008)
- Aktualizacja Pl – Miesiąc Fotografii w Krakowie (Kraków 2008)
- Wydział remontu – IS Wyspa (Gdańsk 2008)
- Kolekcja niemożliwa – IS Wyspa (Gdańsk 2008)
- Modelarnia – Warszawski Aktyw Artystów (Warszawa 2007)
- Model ad hoc – IS Wyspa (Gdańsk 2007)
- Fotografowie Przekroju – Centrum Sztuki Współczesnej Łaźnia (Gdańsk 2007)
- Teraz Polska – Miesiąc Fotografii w Krakowie (Kraków 2005)
- Strażnicy doków – IS Wyspa (Gdańsk 2005)
- BHP – IS Wyspa (Gdańsk 2004)
- Artyści przeciw wojnie – Kolonia Artystów (Gdańsk 2003)
- Znajomi znad morza – Hala 89a (Gdańsk 2002)
- Labirynt (Kłodzko 2001)

Źródło

## Projekty fotograficzne
- Odyseja – wspólnie z Tomaszem Kopcewiczem (od 2013)
- Złe jutro – wspólnie z Anną Witkowską i Tomaszem Kopcewiczem (od 2014)
- Aleja Solidarności (2014)
- Dzieci Rewolucji (2012)
- Alang/ Gdańsk Global Prosperity – wspólnie z Maksymilianem Cegielskim (od 2010)
- Pikselowe prostytutki (od 2009)
- Polska rzeczywistość (od 2008)
- Stocznia Gdańska (od 2000)

Źródło

## Publikacje (albumy)
- Paskudne Pocztówki (2013)[7]
- Stocznia/Szlaga (2013)[20][21][22]

## Odznaczenia
- Złoty Krzyż Zasługi (2015)[23]

## Nagrody
- Grand Prix na Gdańsk Press Photo (2004)
- honorowe wyróżnienie Grand Press Photo, Warszawa (2005)
- honorowe wyróżnienie w konkursie BZ WBK Press Foto, Warszawa (2005)
- III nagroda na Canon Press Photography Contest, Warszawa (2006)
- Stypendium Artystyczne Marszałka Województwa Pomorskiego (2006)
- I nagroda Newsreportaż, Warszawa (2007)
- III nagroda Grand Press Foto, Warszawa (2007)
- I nagroda International Photography Awards, Nowy Jork (2007)
- III nagroda w konkursie fotografii prasowej BZ WBK Press Foto (2010)
- I nagroda w konkursie fotografii prasowej BZ WBK Press Foto (2012)
- Grand Press Photo, Warszawa, w kategorii Fotoreportaże - Ludzie (2012)
- Stypendium Ministerstwa Kultury i Dziedzictwa Narodowego (2013)[7]
- Nagroda Miasta Gdańska w Dziedzinie Kultury „Splendor Gedanensis” za 2013 rok (2014)[24]
- Pomorska Nagroda Artystyczna za 2013 (2014)
- Nagroda Ministerstwa Kultury i Dziedzictwa Narodowego (2014)[7]
- „Kulturysta Roku 2014” - tytuł w plebiscycie Radiowego Domu Kultury – Programu III Polskiego Radia (2015)[7][25]
- Stypendium Ministerstwa Kultury i Dziedzictwa Narodowego (2017)
- Nagroda Prezydenta Miasta Gdańska w Dziedzinie Kultury z okazji jubileuszu 20-lecia pracy artystycznej (2019)[26]

Źródło: